# Gaspar Bravo de Sobremonte
Gaspar Bravo Ramírez (San Cristóbal del Monte, 1603-Madrid, marzo de 1683), conocido como Gaspar Bravo de Sobremonte, fue un médico español.

## Biografía
Pertenecía a una familia noble de San Cristóbal del Monte, en el valle de Valderredible (Cantabria). Hizo sus primeros estudios en Aguilar de Campoo y pasó a la Universidad de Valladolid, donde se graduó de doctor y ocupó las cátedras de Filosofía, Cirugía y Método, además de la de Vísperas. Descrito como un «galenista moderado» junto con otros como Gaspar Caldera de Heredia o Pedro Miguel de Heredia, Anastasio Rojo lo adscribe al hipocratismo que se llevaba desarrollando en Valladolid desde el siglo xvi, mientras que Arturo Montenegro afirma que se oponía a las doctrinas de la iatroquímica o las de Paracelso.
A partir de 1657 ejerció de médico de cámara de Felipe IV y Carlos II. En su obra aparecen descripciones, por ejemplo, de los ataques epilépticos que sufría la reina Isabel Clara Eugenia mientras estaba embarazada o de la nefritis calculosa que acabó con la vida de Felipe IV, acompañado de detalles de la autopsia. Bravo de Sobremonte fue uno de los primeros en España en describir la circulación sanguínea, descubierta por el inglés William Harvey. Falleció en Madrid en marzo de 1683.
Escribió Resolutiones medicae circa universam totius philosophicae doctrinae y Opera medicinalium, entre otros.
Casado con Luisa Pérez de Porres, su hija Ana María Bravo de Sobremonte (n. Valladolid), casó en Madrid el 25 de febrero de 1664 con Francisco Gálvez Torrubiano, alcalde de los hijosdalgo de la Real Audiencia y Chancillería de Valladolid. Entonces, Gabriel era familiar del santo oficio. También fue hija suya Petronila Bravo de Sobremonte (n. Valladolid), que casó en Madrid el 15 de noviembre de 1665 con Cosme de Bustamante, caballero de Santiago, gentilhombre de cámara, señor de las Casas de Cadalso y Bobadilla, hijo de Juan de Bustamante y de Ana Ruiz Gallo.